# Alan Burgess
Alan Thomas Burgess (1 de mayo de 1920-5 de enero de 2021) fue un cricketer neozelandés que jugó en la first-class cricket con el equipo de Canterbury de 1940 a 1952. Fue conductor de tanque durante la Segunda Guerra Mundial. En junio de 2020, Burgess llegó a ser el cricketer de first-class más longevo del mundo.

## Vida y carrera
Su padre, Thomas Burgess era un criquet umpire quién estuvo en un partido de prueba en Christchurch en 1933.
Burgess llegó a ser un aprendiz tapicero después de dejar la escuela. En su primer primer partido de primera clase en diciembre de 1940 Burgess jugó como bowler, tomando 6 de 52 y 3 de 51 con su giro de brazo izquierdo contra Otago. Más tarde, esa temporada él bateó tan alto como número siete, anotando 61 no out contra Wellington.
Se unió al Ejército de Nueva Zelanda al cumplir los 21 años en 1941 y pronto fue enviado al extranjero. Sirvió en Egipto e Italia como conductor de tanque en el 20.º Regimiento Blindado. Luchó en la batalla de Monte Cassino en 1944. Después que la guerra acabó en Europa, visitó Inglaterra con el equipo de Servicios de Nueva Zelanda desde julio a septiembre de 1945, jugando como bateador. Hizo otra puntuación de 61 no out en el único partido de primera clase.
En nueve partidos para Canterbury entre 1945-46 y 1951-52, su puntuación superior fue 42 contra Auckland en 1950-51, cuando marcó sobre 105 por el primer wicket con Ray Emery.
Creó su propio negocio de tapizado en Christchurch. Estuvo casado dos veces y tuvo tres hijos. Vivió en Rangiora.
Celebró su cumpleaños número 100 en mayo de 2020. El 13 de junio de 2020, luego de la muerte de Vasant Raiji, Burgess llegó a ser el más longevo cricketer de primera clase del mundo. Murió en Rangiora en enero de 2021 a la edad de 100. Posterior a la muerte de Burgess, Raghunath Chandorkar llegó a ser el más longevo cricketer de primera clase del mundo y Iain Gallaway llegó a ser el más longevo cricketer de Nueva Zelanda.